# Никулинское (озеро)
Нику́линское — озеро на востоке Любытинского района Новгородской области России, находится в 44 км к северо-востоку от райцентра Любытино, к север-северо-западу от озера Островито. Принадлежит бассейну Воложбы. Находится на территории памятника природы регионального значения «Карстовая река Рагуша (вытекает из оз.Никулинское)».
Находится на высоте 204,3 метра над уровнем моря. Форма озера лопастная. Длина — около 3,4 км, ширина в центральной части достигает 2,7 км. Несколько островов в северной части. Площадь озера — 4,2 км², площадь водосборного бассейна — 29,2 км².
На юге вытекает река Рагуша, впадающая в Воложбу. Впадает несколько ручьёв без названия. Берега низкие, часто заболоченные, поросшие лесом. Мелководье зарастает водной растительностью. У северо-восточного береге — деревня Большое Никулино, на юго-западном берегу ранее существовала деревня Шипели.
Код водного объекта в государственном водном реестре — 01040300111102000020345.